# Stazione di Massaua
La stazione di Massaua è la principale stazione ferroviaria della città di Massaua, in Eritrea.
È capolinea della ferrovia Massaua-Asmara, costruita ai tempi del colonialismo italiano, unica rimasta in esercizio della rete delle ferrovie eritree.

## Storia
La stazione, posta sull'isola di Taulud, fu attivata nel 1905 in sostituzione del precedente capolinea posto a nord della città, sulla penisola di Abdel Kader.
L'ampio fabbricato viaggiatori ospitava anche la direzione di esercizio delle Ferrovie Eritree.
Dopo l'interruzione del servizio sull'intera rete eritrea avvenuta nel 1978, la stazione fu riaperta nel 1994, quando fu riattivato il breve tronco da Massaua ad Amatere. L'intera linea fino ad Asmara fu riaperta nel 2003.